# Rodolphe V de Bade
Rodolphe V de Bade (allemand Rudolf V. von Baden) décédé le 28 aout 1361. Il fut co-margrave de Bade de 1348 à 1361.

## Biographie
Rodolphe V de Bade appartient à la première branche de la Maison de Bade, elle-même issue de la première branche maison de Zähringen. Il est le fils cadet de Rodolphe IV de Bade à qui il succède comme co-margrave de Bade à Pforzheim en 1348.  
L'Empereur Louis IV du Saint-Empire avait engagé en garantie en 1334 le château d'Ortenburg, les cités d'Offenbourg, Gengenbach et Zell am Harmersbach et les possessions impériales de la région d'Ortenau à son père. Quand le prêt vient à échéance, le nouvel empereur Charles IV ne dispose pas des liquidités nécessaires pour rembourser Rodolphe qui est investi de ces domaines. Charles IV engage à son tour Strasbourg à Rodolphe et à l'archevêque Berthold II de Strasbourg.
Le 26 août 1347, il épouse Adelaïde, dame de Belfort (morte vers 1370/73), la fille du margrave Rodolphe Hesso de Bade-Bade et de son épouse, Jeanne de Bourgogne mais cette union reste stérile. En 1356, Rodolphe conclut un traité de succession avec son neveu et homonyme Rodolphe VI de Bade-Bade, par lequel il le désigne comme son héritier.
Rodolphe V meurt en 1361. Après sa mort, Bade-Pforzheim revient à Bade-Bade, reconstituant de nouveau le domaine de Bade. Sa veuve se remarie le 4 avril 1369, avec le comte Walram IV de Tierstein.

## Sources
- Anthony Stokvis, Manuel d'histoire, de généalogie et de chronologie de tous les États du globe, depuis les temps les plus reculés jusqu'à nos jours, préf. H. F. Wijnman, Israël, 1966, Chapitre VIII. « Généalogie de la Maison de Bade, I. »  tableau généalogique no 105.
- Jiří Louda & Michael Maclagan, Les Dynasties d'Europe, Bordas, Paris 1981  (ISBN 2040128735) « Bade Aperçu général  », Tableau 106 & p. 210.